# Дом-музей Фриды Кало
Дом-музей Фриды Кало — музей, посвящённый жизни и творчеству мексиканской художницы Фриды Кало, расположен в районе Койоакан (улица Лондрес, 247, Мехико) в «голубом доме».
Дом в центре Койоакана на улице Лондрес принадлежал семье Кало с 1904 года. Здесь Фрида Кало родилась 6 июля 1907 года и умерла 13 июля 1954 года. Здесь же находится её прах в урне в форме лягушки и посмертная маска художницы, лежащая на её кровати. С 1955 года дом был преобразован в музей.
В этом доме с перерывами Фрида жила со своим мужем — мексиканским художником Диего Риверой. В 1937—1939 годах у них жил Лев Троцкий со своей женой Натальей Седовой; в апреле 1939 года он переехал в дом на соседней улице (сейчас в нём дом-музей Троцкого).
В музее находятся несколько картин художницы, личные вещи, книги и личная коллекция доколумбовых статуй. По окраске внешних и внутренних стен дом называют «Голубой», или «Лазурный» (исп. Casa azul).

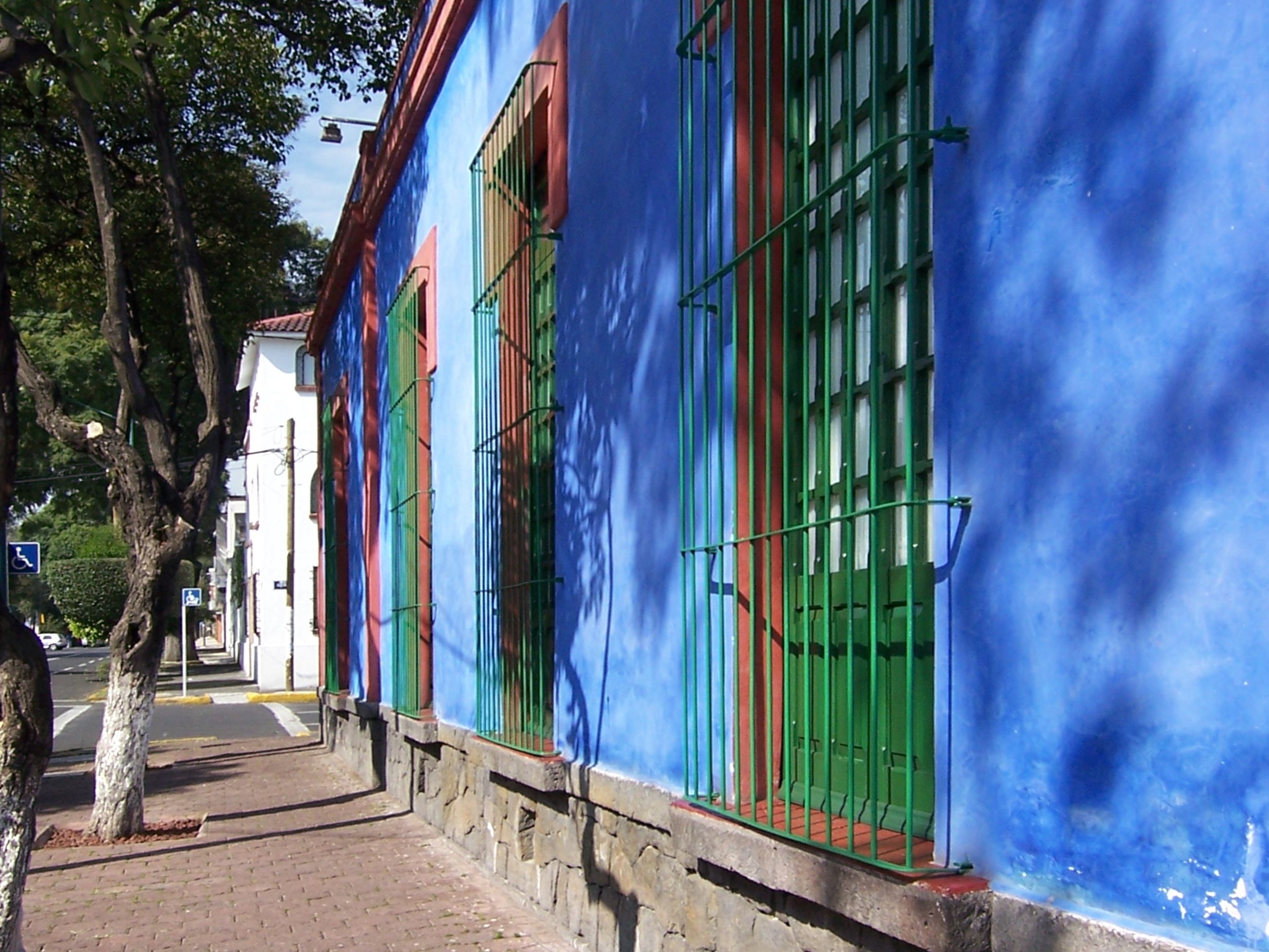
Музей с улицы
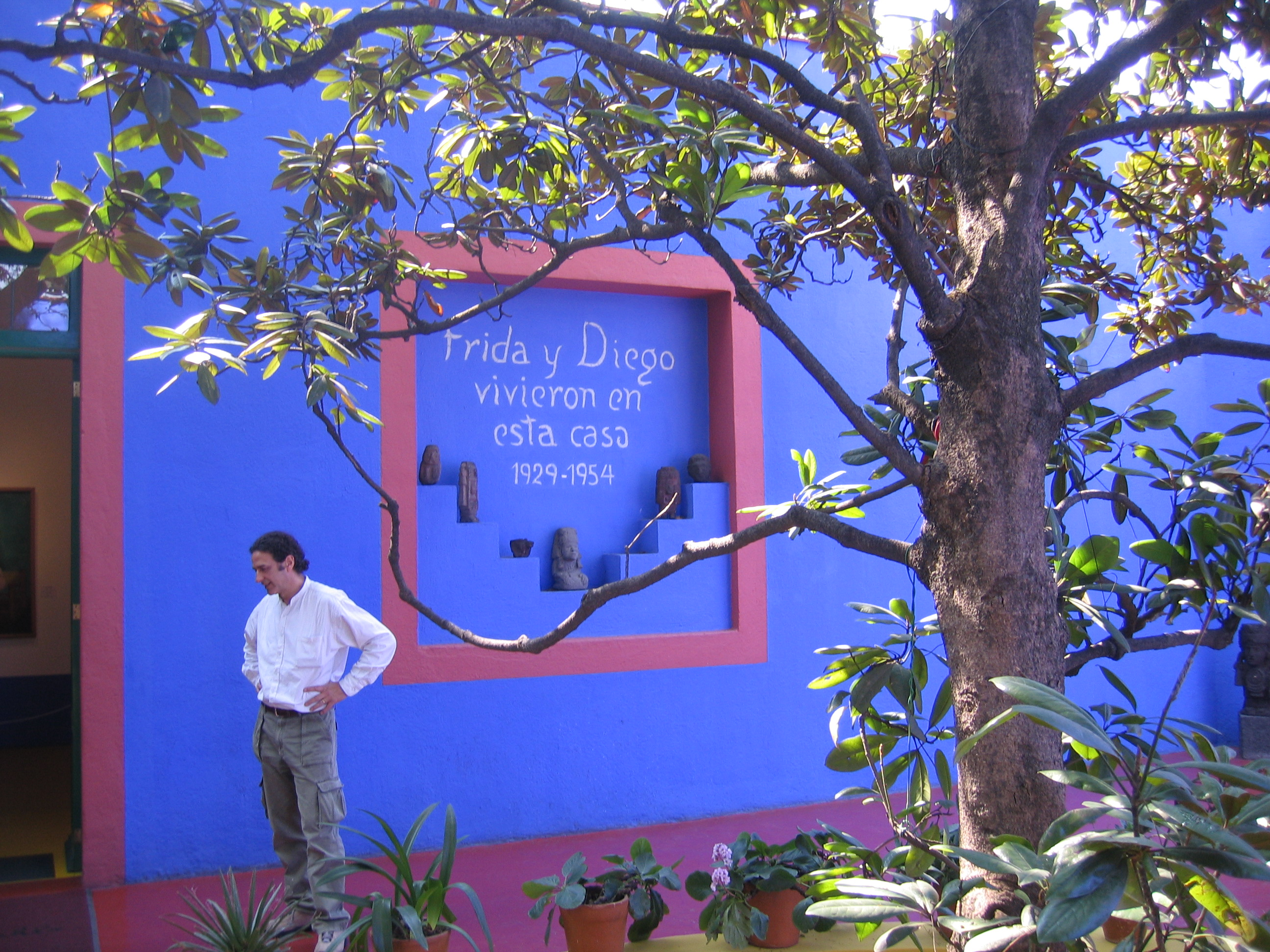
„Фрида и Диего жили в этом доме в 1929—1954 годах“
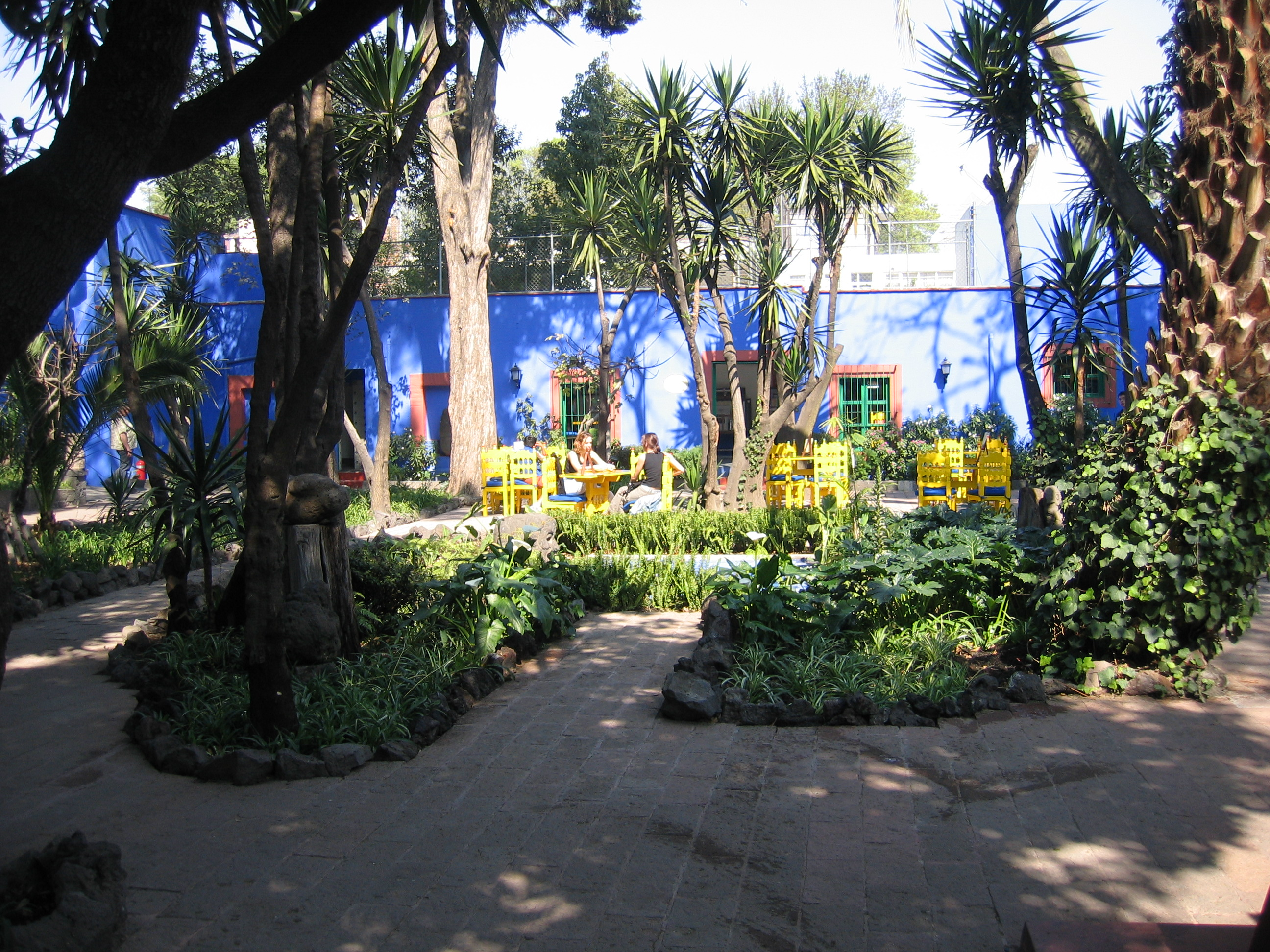
Внутренний двор
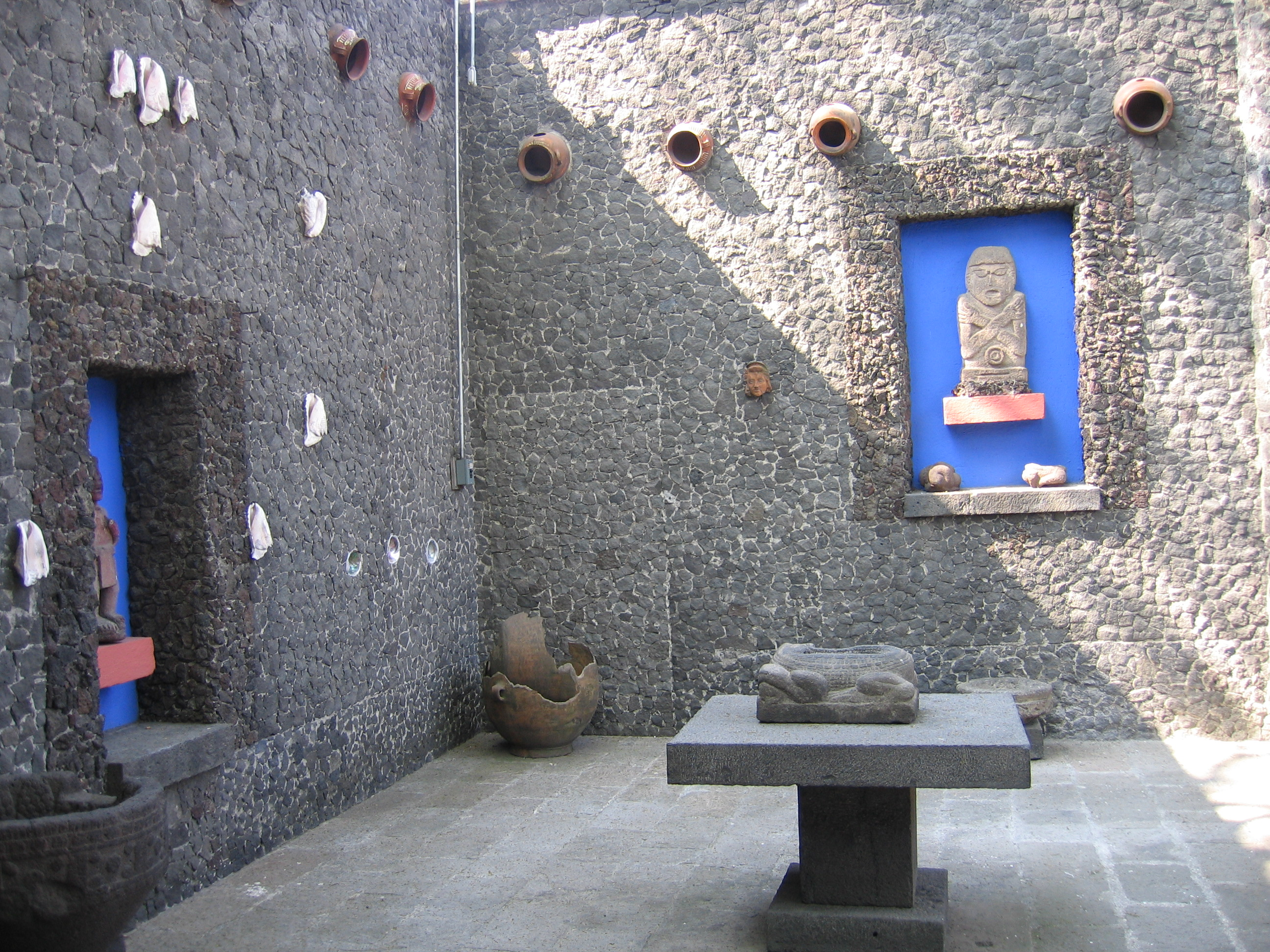
Из коллекции скульптур